# Filir
Filir je naziv više novčanih jedinica.
- Srebreni pfennizi (lat. denari hallenenses), čije je kovanje počelo 1200. u njemačkom gradu Hallu, odatle im i potječe naziv filir (njem. haller). U početku im je masa bila 0,55 g. Korišten je po cijeloj Njemačkoj, a od 15. stoljeća i u Češkoj.
- Filir je od 1858. do 1918. bio stoti dio austro-ugarske krune.
- Novčana jedinica Lihtenštajna do 1921., kao stoti dio krune.
- Novčana jedinica u Poljskoj (hallerzy) od 1918. do 1924., kao stoti dio krune.
- Od 1919. filir je bio stoti dio čehoslovačke krune, kasnije i slovačke krune, a danas je stoti dio češke krune.